# Antonio Neumane

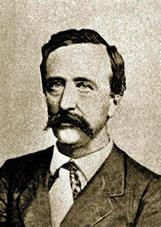
Antonio Neumane

Antonio Neumane Marno (* 13. Juni 1818 als Antonio Neumann auf Korsika; † 3. März 1871 in Quito) war ein deutsch-ecuadorianischer Komponist, Pianist und Dirigent, der bis heute in Ecuador über einen großen Bekanntheitsgrad verfügt, da er die Melodie von Salve, Oh Patria komponierte, einem Lied, das 1870 uraufgeführt wurde und seit 1886 offizielle Nationalhymne Ecuadors ist. Ein anderes erfolgreiches Lied von Neumane war ein Text über den ecuadorianischen Dichter José Joaquín de Olmedo.
Mit Ausnahme der Nationalhymne ist nichts von seinen zahlreichen Werken erhalten geblieben, da 1896 alle beim großen Feuer von Guayaquil zerstört wurden.
Nach Studienaufenthalten unter anderem in Mailand und Wien und kürzerer musikalischer Tätigkeit in Santiago de Chile und Peru ließ er sich dauerhaft in Ecuador nieder. In Quito war er Gründungsdirektor des Conservatorio Nacional de Música de Quito, dessen Gründung Präsident García Moreno veranlasste. Nach seinem Tod dort wurden seine sterblichen Überreste in die Kirche San Francisco in Guayaquil gebracht.